# Урош Чосич
Урош Чосич (серб. Uroš Ćosić, нар. 24 жовтня 1992, Белград, СФРЮ) — сербський футболіст, захисник білоруського «Шахтаря» (Солігорськ). Виступав за молодіжну збірну Сербії.

## Клубна кар'єра
Вихованець юнацьких команд футбольних клубів «Црвена Звезда» та ЦСКА (Москва).
У дорослому футболі дебютував 2010 року виступами за команду клубу «Црвена Звезда», в якій провів два сезони, взявши участь у 15 матчах чемпіонату.
Своєю грою за цю команду привернув увагу представників тренерського штабу клубу «Пескара», до складу якого приєднався 2012 року. Відіграв за пескарський клуб наступні три сезони своєї ігрової кар'єри. 2015 року захищав кольори команди клубу «Фрозіноне».
2015 року уклав контракт з клубом «Емполі», у складі якого провів наступні два роки своєї кар'єри гравця. 
Згодом протягом 2017—2019 років був гравцем грецького клубу АЕК, за команду якого, щоправда, виступав лише епізодично. Сезон 2019/20 провів у румунській «КС Університатя», де також не був гравцем основного складу.
17 вересня 2020 року уклав контракт з білоруським «Шахтарем» (Солігорськ).

## Виступи за збірні
2009 року дебютував у складі юнацької збірної Сербії, взяв участь у 5 іграх на юнацькому рівні, відзначившись 2 забитими голами.
Протягом 2012—2015 років залучався до складу молодіжної збірної Сербії. На молодіжному рівні зіграв у 10 офіційних матчах.

## Статистика виступів

### Статистика клубних виступів
Станом на 18 вересня 2020
| Сезон                     | Команда                   | Чемпіонат                 | Чемпіонат | Чемпіонат | Національний кубок | Національний кубок | Національний кубок | Континентальні кубки | Континентальні кубки | Континентальні кубки | Інші змагання | Інші змагання | Інші змагання | Усього | Усього |
| Сезон                     | Команда                   | Ліга                      | Ігор      | Голів     | Ліга               | Ігор               | Голів              | Ліга                 | Ігор                 | Голів                | Ліга          | Ігор          | Голів         | Ігор   | Голів  |
| ------------------------- | ------------------------- | ------------------------- | --------- | --------- | ------------------ | ------------------ | ------------------ | -------------------- | -------------------- | -------------------- | ------------- | ------------- | ------------- | ------ | ------ |
| 2010–11                   | «Црвена Звезда»           | СЛ                        | 8         | 1         | КС                 | 2                  | 0                  | ЛЄ                   | 0                    | 0                    | -             | -             | -             | 10     | 1      |
| 2011–12                   | «Црвена Звезда»           | СЛ                        | 7         | 0         | КС                 | 2                  | 0                  | ЛЄ                   | 2                    | 0                    | -             | -             | -             | 11     | 0      |
| Усього за «Црвена Звезду» | Усього за «Црвена Звезду» | Усього за «Црвена Звезду» | 15        | 1         |                    | 4                  | 0                  |                      | 2                    | 0                    |               | -             | -             | 21     | 1      |
| 2012–13                   | «Пескара»                 | Серія A                   | 20        | 0         | КІ                 | 1                  | 0                  | -                    | -                    | -                    | -             | -             | -             | 21     | 0      |
| 2013–14                   | «Пескара»                 | Серія B                   | 13        | 0         | КІ                 | 1                  | 0                  | -                    | -                    | -                    | -             | -             | -             | 14     | 0      |
| 2014-січ. 2015            | «Пескара»                 | Серія B                   | 12        | 0         | КІ                 | 2                  | 0                  | -                    | -                    | -                    | -             | -             | -             | 14     | 0      |
| Усього за «Пескару»       | Усього за «Пескару»       | Усього за «Пескару»       | 45        | 0         |                    | 4                  | 0                  |                      | -                    | -                    |               | -             | -             | 49     | 0      |
| січ.-лип. 2015            | «Фрозіноне»               | Серія B                   | 11        | 0         | КІ                 | -                  | -                  | -                    | -                    | -                    | -             | -             | -             | 11     | 0      |
| 2015–16                   | «Емполі»                  | A                         | 9         | 0         | КІ                 | -                  | -                  | -                    | -                    | -                    | -             | -             | -             | 9      | 0      |
| 2016–17                   | «Емполі»                  | A                         | 14        | 0         | КІ                 | 2                  | 0                  | -                    | -                    | -                    | -             | -             | -             | 16     | 0      |
| Усього за «Емполі»        | Усього за «Емполі»        | Усього за «Емполі»        | 23        | 0         |                    | 2                  | 0                  |                      | -                    | -                    |               | -             | -             | 25     | 0      |
| 2017–18                   | АЕК                       | СЛ                        | 9         | 0         | КН                 | 2                  | 0                  | ЛЧ+ЛЄ                | 1+5                  | 0                    | -             | -             | -             | 17     | 0      |
| 2018–19                   | АЕК                       | СЛ                        | 19        | 0         | КН                 | 6                  | 0                  | ЛЧ                   | 6                    | 0                    | -             | -             | -             | 31     | 0      |
| Усього за АЕК             | Усього за АЕК             | Усього за АЕК             | 28        | 0         |                    | 8                  | 0                  |                      | 12                   | 0                    |               | -             | -             | 48     | 0      |
| 2019–20                   | «КС Університатя»         | Л1                        | 17        | 1         | КР                 | 3                  | 0                  | ЛЄ                   | -                    | -                    | -             | -             | -             | 20     | 1      |
| Усього за кар'єру         | Усього за кар'єру         | Усього за кар'єру         | 139       | 2         |                    | 21                 | 0                  |                      | 14                   | 0                    |               | -             | -             | 174    | 2      |